# Емела-нтоука
Емела-нтоука (енгл. Emela-ntouka) је криптид из Републике Конго који се појављује у митологији Пигмејских племена. Такође се наводи да живи на подручју језера Бангвелу у Замбији. Опис Емела-нтоука наликује на криптида Нгубуа.

## Поријекло и значење назива
Име овог бића долази из Лингала језика што у преводу значи "убица слонова".

## Други називи
Овај криптид је знан још као:
- Асека-моке (енгл. Aseka-moke),
- Нјаго-гунда (енгл. Njago-gunda),
- Иризима (енгл. Irizima),
- Нгамба-намае (енгл. Ngamba-namae)[1],
- Дриптоцератопс хидроенсис (енгл. Dryptoceratops hydroensis).

## Опис криптида
Емела-нтоука је наводно налик на диносаура из групе Цератопса. Висок је 3 метра, дуг 6 метара, а тежак 6 тона. Има грбу на леђима, кожа јој је смеђе или сиве боје слична слоновској али без длака, тјело јој је масивно и грађено као у носорога, све четири ноге су здепасте и кратке и остављају тропрсти отисак велик као код слона, реп је дебел и дуг и налик репу крокодила и има дугачак рог на носу. Животиња је водоземана и биљојед је који се храни лиснатим биљкама. Гласа се кратким режањем и риком. Веома је агресивна и територијална животиња, и напада слонове и друге веће животиње и тјера их са свог територија.

## Хронологија сусрета са овим бићем и виђења
- 1930. године је наводно убијена једна Емела-нтоука близу града Донгоуа (Република Конго);
- Ј.Е. Хуџес је у својој књизи "Осамнаест година на језеру Бангвеулу" (енгл. Eighteen Years on Lake Bangweulu) из 1933. године, наводи да је неименована животиња (чији опис одговара Емела-нтоуку) убијена на обали ријеке Луапула, која повезује језеро Бангвелу и језеро Мверу, од стране људи из племена Ва-Уши;
- Емела-нтоуку се по први пут спомиње у записима, по свом имену, 1954. у чланку часописа "Мамалиа" (енгл. Mammalia) од стране ондашњег Ликоуалског инспектора Луциена Бланкоа. Он наводи да је Емела-нтоука биће веће од бизона и да обитава у Ликоуаланским мочварама (Република Конго). Такође он је први споменуо чињеницу да Емела-нтоука убија слонове, бизоне и воденкоње кад је узнемирен, баш као што Мокеле-Мбембе напада воденкоње. Иако су обе животиње биљоједи, такође дјеле особину да су територијалне и да су оне разлог зашто их се Пигмеји највише боје од свих опасни животиња.
- Др. Рој П. Макал, који је предводио двије експедиције у Републику Конго 1980. и 1981. године, наводи међу разним криптидима у својој књизи "Живи диносаур?" (енгл. A Living Dinosaur?) из 1987. и Емела-нтоуку и све записе које је прикупио о њему[4];
- У другој епизоди планиране друге сезоне Новозеландске документарне емисије "Свијетски мистерији" (енгл. World Mysteries) је требало да буде интервју са човјеком који тврди да је наишао на угинуло трупло Емела-нтоукуа. Он тврди да још посједује рог ове животиње, који је он отпилио од трупла. Епизода је снимљена, али никад није приказана.[тражи се извор]